# Stereophallodon ciscoensis
Lo stereofallodonte (Stereophallodon ciscoensis) è un tetrapode estinto, appartenente agli eupelicosauri. Visse nel Permiano inferiore (circa 295 - 275 milioni di anni fa) e i suoi resti fossili sono stati ritrovati in Nordamerica.

## Descrizione
Questo animale è noto grazie a resti incompleti, sufficienti tuttavia a permettere una ricostruzione ipotetica del suo aspetto. Doveva essere un animale terrestre lungo circa due metri, munito di una grande testa e di zampe corte ma robuste. Il cranio era dotato di un muso allungato e stretto, le cui fauci erano armate di denti aguzzi; in particolare, appena dietro la premascella erano presenti due denti caniniformi più lunghi, simili a zanne. 
In generale, l'aspetto di Stereophallodon doveva richiamare quello del ben più noto Ophiacodon. Da quest'ultimo però Stereophallodon si differenziava per la struttura delle vertebre: in Ophiacodon i centri vertebrali avevano una superficie ventrale a cuneo, mentre in Stereophallodon essi erano piatti e la parte posteriore era simile a un parallelepipedo, e richiamavano vagamente quelli di Casea. Il femore, inoltre, era differente: quello di Ophiacodon era dotato di una cresta per l'adduttore che decorreva lungo il margine posteroventrale, mentre Stereophallodon aveva la cresta in una posizione medioventrale. Infine, l'astragalo era dotato di un collo allungato, mentre quello di Ophiacodon era dotato di un collo corto.

## Classificazione
Stereophallodon ciscoensis venne descritto per la prima volta da Alfred Sherwood Romer nel 1937, sulla base di resti fossili ritrovati nella formazione Pueblo a sud-est di Windthorst, nella contea di Clay in Texas. 
Stereophallodon è considerato un membro degli ofiacodontidi, un gruppo di eupelicosauri piuttosto arcaici, il cui rappresentante più noto è Ophiacodon. In particolare, benché Stereophallodon fosse molto simile a Ophiacodon, è considerato più arcaico a causa di alcune caratteristiche morfologiche (centri vertebrali, femore e astragalo) considerate più antiquate (Brinkman ed Eberth, 1986).